# Marifé de Triana

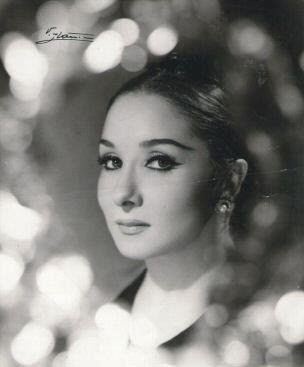
Marifé de Triana

Marifé de Triana (* 13. September 1936 in Burguillos, Sevilla als María Felisa Martínez López; † 16. Februar 2013 in Benalmádena) war eine spanische Copla-Sängerin.

## Anfänge
Sie wuchs im Stadtviertel Triana von Sevilla auf. Mit zwölf Jahren zog sie mit ihrer Familie in die spanische Hauptstadt Madrid, um dort ihr Glück als Sängerin zu versuchen. Mit 13 Jahren debütierte sie im spanischen Radio. Dort erhielt sie den Künstlernamen Marifé de Triana. Danach zog sie durch Theater und Bühnen, um sich als Sängerin zu etablieren.

## Erfolg
Mit Liedern vom Komponisten-Trio Quintero, León und Quiroga wurde sie in ganz Spanien berühmt. Te he de querer mientras viva, La Loba und Maria de la O wurden zu ihren großen Erfolgen. Obwohl sie mit Francisco Francos Ehefrau oft Streitigkeiten hatte, mochte Franco Marifé de Triana sehr. 1978 trat sie in der Show Cantares auf und wurde somit ebenbürtig mit ihren Idolen Juana Reina und Estrellita Castro, die ebenfalls in dieser Show auftraten. Sie wurde wegen ihrer emotionalen Interpretationen der Copla andaluza auch die Schauspielerin der Copla genannt.

## Letzte Jahre im Showgeschäft
1996 moderierte Marifé de Triana die TV-Show Lo que yo te canté, in der sie junge Sängerinnen der Copla andaluza präsentierte, so auch Joana Jiménez und Diana Navarro, die später sehr berühmt wurden. Berühmte Gäste waren u. a. María Vidal, Juanito Valderrama und Lolita Sevilla.
2001 zog sie sich komplett aus dem Showgeschäft zurück.
2008 war sie großer Gaststar bei dem Finale der ersten Staffel der TV-Show Se llama Copla – Gewinnerin wurde die früher durch sie geförderte Joana Jiménez.
Am 16. Februar 2013 verstarb die Sängerin an Krebs.